# 칡부엉이

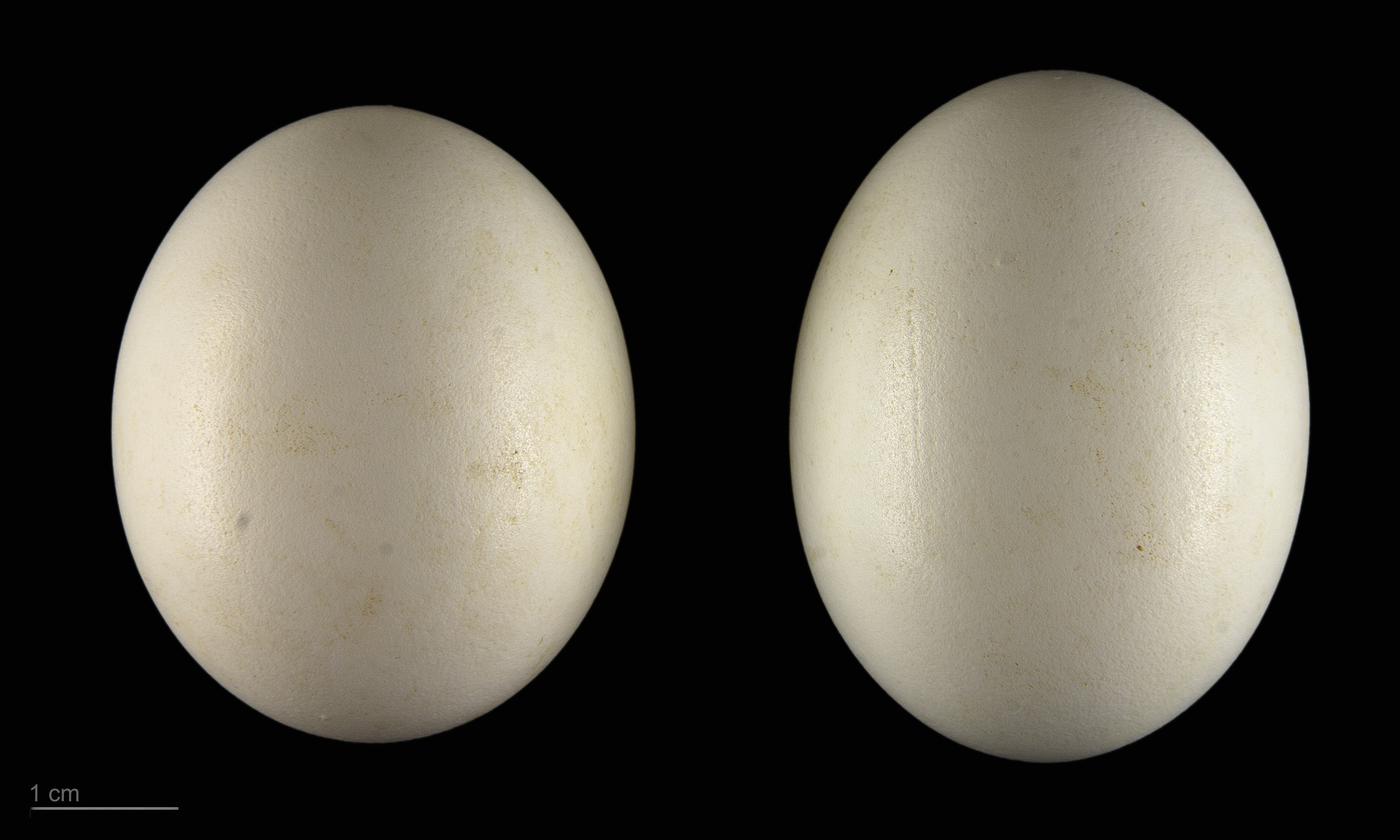
Asio otus otus

칡부엉이는 올빼미과의 새이다.학명은 Asio otus otus (LINNAEUS.)이며 1982년 천연기념물 제324호로 지정하여 보호받고 있다.